# Tolga (Argélia)
Tolga (em árabe: طولقة) é um município localizado na província de Biskra, Argélia. Segundo o censo de 2008, a população total da cidade era de 55 809 habitantes.